# Handball-Europameisterschaft der Frauen 2016
Die 12. Handball-Europameisterschaft der Frauen wurde vom 4. bis 18. Dezember 2016 in Schweden ausgetragen. Veranstalter war die Europäische Handballföderation (EHF).

## Ausrichter
Der 11. Kongress der Europäischen Handballföderation vergab die Veranstaltung während seiner Sitzung am 22. Juni 2012 in Monaco an den Schwedischen Handballverband. Nachdem die Türkei ihre Bewerbung zurückgezogen hatte, war dies die einzige Bewerbung.

## Austragungsorte
Als Schauplätze der Veranstaltung sind folgende Hallen vorgesehen:
| Stockholm          | Göteborg                   | Malmö                        | Kristianstad                    | Helsingborg                    |
| Hovet 8.094 Plätze | Scandinavium 12.044 Plätze | Malmö Isstadion 5.134 Plätze | Kristianstad Arena 4.700 Plätze | Helsingborg Arena 4.700 Plätze |
|                    |                            |                              |                                 |                                |

## Teilnehmer
16 Teams nahmen an dem Wettbewerb der europäischen Nationalmannschaften teil.
| Land        | Qualifiziert als        | Datum der Qualifikation | Teilnahmeanzahl | Bisherige Teilnahmen (fett = Europameister in dem jeweiligen Jahr) |
| ----------- | ----------------------- | ----------------------- | --------------- | ------------------------------------------------------------------ |
| Schweden    | Gastgeber               | 23. Juni 2012           | 9               | 1994, 1996, 2002, 2004, 2006, 2008, 2010, 2012, 2014               |
| Frankreich  | Sieger Gruppe 7         | 12. März 2016           | 8               | 2000, 2002, 2004, 2006, 2008, 2010, 2012, 2014                     |
| Russland    | Sieger Gruppe 6         | 12. März 2016           | 11              | 1994, 1996, 1998, 2000, 2002, 2004, 2006, 2008, 2010, 2012, 2014   |
| Ungarn      | Sieger Gruppe 5         | 1. Juni 2016            | 11              | 1994, 1996, 1998, 2000, 2002, 2004, 2006, 2008, 2010, 2012, 2014   |
| Norwegen    | Sieger Gruppe 1         | 1. Juni 2016            | 11              | 1994, 1996, 1998, 2000, 2002, 2004, 2006, 2008, 2010, 2012, 2014   |
| Rumänien    | Zweiter Gruppe 1        | 1. Juni 2016            | 10              | 1994, 1996, 1998, 2000, 2002, 2004, 2008, 2010, 2012, 2014         |
| Serbien     | Sieger Gruppe 2         | 1. Juni 2016            | 8               | 2000, 2002, 2004, 2006, 2008, 2010, 2012, 2014                     |
| Tschechien  | Zweiter Gruppe 2        | 1. Juni 2016            | 4               | 1994, 2002, 2004, 2012                                             |
| Niederlande | Sieger Gruppe 3         | 1. Juni 2016            | 5               | 1998, 2002, 2006, 2010, 2014                                       |
| Spanien     | Zweiter Gruppe 3        | 1. Juni 2016            | 7               | 1998, 2002, 2004, 2006, 2008, 2010, 2012, 2014                     |
| Polen       | Zweiter Gruppe 5        | 1. Juni 2016            | 4               | 1996, 1998, 2006, 2014                                             |
| Deutschland | Zweiter Gruppe 7        | 1. Juni 2016            | 11              | 1994, 1996, 1998, 2000, 2002, 2004, 2006, 2008, 2010, 2012, 2014   |
| Montenegro  | Sieger Gruppe 4         | 2. Juni 2016            | 3               | 2010, 2012, 2014                                                   |
| Dänemark    | Zweiter Gruppe 6        | 2. Juni 2016            | 11              | 1994, 1996, 1998, 2000, 2002, 2004, 2006, 2008, 2010, 2012, 2014   |
| Kroatien    | Zweiter Gruppe 4        | 2. Juni 2016            | 8               | 1994, 1996, 2004, 2006, 2008, 2010, 2012, 2014                     |
| Slowenien   | Bester Dritter Gruppe 4 | 5. Juni 2016            | 4               | 2002, 2004, 2006, 2010                                             |

## Gruppenauslosung
Die Auslosung fand am 10. Juni 2016 im Liseberg-Theater in Göteborg statt. Dabei wurden im Voraus die Nationalmannschaften je nach Abschneiden in der Qualifikation unterschiedlichen Lostöpfen zugeteilt.
| Topf 1                                           | Topf 2                                     | Topf 3                                        | Topf 4                                      |
| ------------------------------------------------ | ------------------------------------------ | --------------------------------------------- | ------------------------------------------- |
| - Norwegen - Niederlande - Schweden - Montenegro | - Frankreich - Ungarn - Russland - Serbien | - Spanien - Dänemark - Rumänien - Deutschland | - Polen - Kroatien - Tschechien - Slowenien |

## Vorrunde
Innerhalb der vier Vorrundengruppen spielten die Teams je ein Spiel gegen alle anderen Gruppenmitglieder. Für die Hauptrunde qualifizierten sich die drei Gruppenbesten der vier Vorrundengruppen, also zwölf Teams.

### Gruppe A
| Pl. | Land      | Sp. | S | U | N | Tore    | Diff. | Punkte |
| --- | --------- | --- | - | - | - | ------- | ----- | ------ |
| 1.  | Serbien   | 3   | 2 | 1 | 0 | 091:870 | +4    | 05:10  |
| 2.  | Schweden  | 3   | 1 | 1 | 1 | 078:740 | +4    | 03:30  |
| 3.  | Spanien   | 3   | 1 | 0 | 2 | 072:680 | +4    | 02:40  |
| 4.  | Slowenien | 3   | 1 | 0 | 2 | 077:890 | −12   | 02:40  |

| 4. Dezember 2016 15:15 Uhr | Serbien                      | 36:34        | Slowenien             | Hovet, Stockholm Zuschauer: 6.000 Schiedsrichter: Arntsen, Røen |
| 4. Dezember 2016 15:15 Uhr | meiste Tore: Radosavljević 8 | (17:16)      | meiste Tore: Mavsar 9 | Hovet, Stockholm Zuschauer: 6.000 Schiedsrichter: Arntsen, Røen |
| 4. Dezember 2016 15:15 Uhr | Strafen: 2× 3×               | Spielbericht | Strafen: 2× 3×        | Hovet, Stockholm Zuschauer: 6.000 Schiedsrichter: Arntsen, Røen |

| 4. Dezember 2016 18:00 Uhr | Schweden                   | 25:19        | Spanien               | Hovet, Stockholm Zuschauer: 7.900 Schiedsrichter: Jurinović, Mrvica |
| 4. Dezember 2016 18:00 Uhr | meiste Tore: Hagman, Alm 5 | (14:10)      | meiste Tore: Martín 7 | Hovet, Stockholm Zuschauer: 7.900 Schiedsrichter: Jurinović, Mrvica |
| 4. Dezember 2016 18:00 Uhr | Strafen: 2× 3×             | Spielbericht | Strafen: 4× 3×        | Hovet, Stockholm Zuschauer: 7.900 Schiedsrichter: Jurinović, Mrvica |

| 6. Dezember 2016 18:30 Uhr | Spanien               | 23:25        | Serbien                     | Hovet, Stockholm Zuschauer: 2.700 Schiedsrichter: Christiansen, Hansen |
| 6. Dezember 2016 18:30 Uhr | meiste Tore: Martín 6 | (8:11)       | meiste Tore: Krpež Šlezak 6 | Hovet, Stockholm Zuschauer: 2.700 Schiedsrichter: Christiansen, Hansen |
| 6. Dezember 2016 18:30 Uhr | Strafen: 4×           | Spielbericht | Strafen: 2× 3×              | Hovet, Stockholm Zuschauer: 2.700 Schiedsrichter: Christiansen, Hansen |

| 6. Dezember 2016 20:45 Uhr | Slowenien             | 25:23        | Schweden                | Hovet, Stockholm Zuschauer: 3.700 Schiedsrichter: Florescu, Stoia |
| 6. Dezember 2016 20:45 Uhr | meiste Tore: Mavsar 6 | (13:13)      | meiste Tore: Gulldén 10 | Hovet, Stockholm Zuschauer: 3.700 Schiedsrichter: Florescu, Stoia |
| 6. Dezember 2016 20:45 Uhr | Strafen: 3×           | Spielbericht | Strafen: 2× 3×          | Hovet, Stockholm Zuschauer: 3.700 Schiedsrichter: Florescu, Stoia |

| 8. Dezember 2016 18:30 Uhr | Spanien             | 30:18        | Slowenien             | Hovet, Stockholm Zuschauer: 3.100 Schiedsrichter: Horváth, Márton |
| 8. Dezember 2016 18:30 Uhr | meiste Tore: Pena 6 | (14:5)       | meiste Tore: Mavsar 5 | Hovet, Stockholm Zuschauer: 3.100 Schiedsrichter: Horváth, Márton |
| 8. Dezember 2016 18:30 Uhr | Strafen: 3× 4×      | Spielbericht | Strafen: 3× 5×        | Hovet, Stockholm Zuschauer: 3.100 Schiedsrichter: Horváth, Márton |

| 8. Dezember 2016 20:45 Uhr | Schweden            | 30:30        | Serbien                                               | Hovet, Stockholm Zuschauer: 5.200 Schiedsrichter: Alpaidse, Berjoskina |
| 8. Dezember 2016 20:45 Uhr | meiste Tore: Sand 8 | (15:18)      | meiste Tore: Radosavljević, Krpež Šlezak, Pop-Lazić 5 | Hovet, Stockholm Zuschauer: 5.200 Schiedsrichter: Alpaidse, Berjoskina |
| 8. Dezember 2016 20:45 Uhr | Strafen: 2× 5×      | Spielbericht | Strafen: 2× 4×                                        | Hovet, Stockholm Zuschauer: 5.200 Schiedsrichter: Alpaidse, Berjoskina |

### Gruppe B
| Pl. | Land        | Sp. | S | U | N | Tore    | Diff. | Punkte |
| --- | ----------- | --- | - | - | - | ------- | ----- | ------ |
| 1.  | Deutschland | 3   | 2 | 0 | 1 | 073:710 | +2    | 04:20  |
| 2.  | Frankreich  | 3   | 2 | 0 | 1 | 070:600 | +10   | 04:20  |
| 3.  | Niederlande | 3   | 2 | 0 | 1 | 075:680 | +7    | 04:20  |
| 4.  | Polen       | 3   | 0 | 0 | 3 | 065:840 | −19   | 00:60  |

| 4. Dezember 2016 18:30 Uhr | Niederlande                   | 27:30        | Deutschland          | Kristianstad Arena, Kristianstad Zuschauer: 2.026 Schiedsrichter: Horváth, Márton |
| 4. Dezember 2016 18:30 Uhr | meiste Tore: Abbingh, Groot 5 | (14:13)      | meiste Tore: Huber 7 | Kristianstad Arena, Kristianstad Zuschauer: 2.026 Schiedsrichter: Horváth, Márton |
| 4. Dezember 2016 18:30 Uhr | Strafen: 3× 2× 1×             | Spielbericht | Strafen: 3× 4×       | Kristianstad Arena, Kristianstad Zuschauer: 2.026 Schiedsrichter: Horváth, Márton |

Bei dieser Partie hat es eine Disqualifikation mit Bericht gegen eine niederländische Spielerin gegeben (Rote und Blaue Karte).
| 4. Dezember 2016 20:45 Uhr | Frankreich                                    | 31:22        | Polen                | Kristianstad Arena, Kristianstad Zuschauer: 1.750 Schiedsrichter: Christiansen, Hansen |
| 4. Dezember 2016 20:45 Uhr | meiste Tore: Kolczynski, Dembélé, Nze Minko 5 | (14:9)       | meiste Tore: Grzyb 6 | Kristianstad Arena, Kristianstad Zuschauer: 1.750 Schiedsrichter: Christiansen, Hansen |
| 4. Dezember 2016 20:45 Uhr | Strafen: 3× 5×                                | Spielbericht | Strafen: 3×          | Kristianstad Arena, Kristianstad Zuschauer: 1.750 Schiedsrichter: Christiansen, Hansen |

| 6. Dezember 2016 18:30 Uhr | Polen                 | 21:30        | Niederlande                  | Kristianstad Arena, Kristianstad Zuschauer: 2.105 Schiedsrichter: Alpaidse, Berjoskina |
| 6. Dezember 2016 18:30 Uhr | meiste Tore: Wojtas 5 | (11:14)      | meiste Tore: Abbingh, Goos 5 | Kristianstad Arena, Kristianstad Zuschauer: 2.105 Schiedsrichter: Alpaidse, Berjoskina |
| 6. Dezember 2016 18:30 Uhr | Strafen: 2× 4×        | Spielbericht | Strafen: 3× 4×               | Kristianstad Arena, Kristianstad Zuschauer: 2.105 Schiedsrichter: Alpaidse, Berjoskina |

| 6. Dezember 2016 20:45 Uhr | Deutschland          | 20:22        | Frankreich               | Kristianstad Arena, Kristianstad Zuschauer: 1.805 Schiedsrichter: Jurinović, Mrvica |
| 6. Dezember 2016 20:45 Uhr | meiste Tore: Huber 6 | (11:11)      | meiste Tore: Nze Minko 5 | Kristianstad Arena, Kristianstad Zuschauer: 1.805 Schiedsrichter: Jurinović, Mrvica |
| 6. Dezember 2016 20:45 Uhr | Strafen: 4× 2×       | Spielbericht | Strafen: 2×              | Kristianstad Arena, Kristianstad Zuschauer: 1.805 Schiedsrichter: Jurinović, Mrvica |

| 8. Dezember 2016 18:30 Uhr | Deutschland          | 23:22        | Polen                 | Kristianstad Arena, Kristianstad Zuschauer: 1.875 Schiedsrichter: Florescu, Stoia |
| 8. Dezember 2016 18:30 Uhr | meiste Tore: Huber 7 | (12:10)      | meiste Tore: Achruk 7 | Kristianstad Arena, Kristianstad Zuschauer: 1.875 Schiedsrichter: Florescu, Stoia |
| 8. Dezember 2016 18:30 Uhr | Strafen: 2× 3×       | Spielbericht | Strafen: 3× 1×        | Kristianstad Arena, Kristianstad Zuschauer: 1.875 Schiedsrichter: Florescu, Stoia |

| 8. Dezember 2016 20:45 Uhr | Niederlande           | 18:17        | Frankreich               | Kristianstad Arena, Kristianstad Zuschauer: 1.730 Schiedsrichter: Arntsen, Røen |
| 8. Dezember 2016 20:45 Uhr | meiste Tore: Visser 5 | (7:12)       | meiste Tore: Nze Minko 5 | Kristianstad Arena, Kristianstad Zuschauer: 1.730 Schiedsrichter: Arntsen, Røen |
| 8. Dezember 2016 20:45 Uhr | Strafen: 1× 2×        | Spielbericht | Strafen: 3×              | Kristianstad Arena, Kristianstad Zuschauer: 1.730 Schiedsrichter: Arntsen, Røen |

### Gruppe C
| Pl. | Land       | Sp. | S | U | N | Tore    | Diff. | Punkte |
| --- | ---------- | --- | - | - | - | ------- | ----- | ------ |
| 1.  | Dänemark   | 3   | 3 | 0 | 0 | 078:690 | +9    | 06:00  |
| 2.  | Tschechien | 3   | 1 | 0 | 2 | 083:830 | ±0    | 02:40  |
| 3.  | Ungarn     | 3   | 1 | 0 | 2 | 062:640 | −2    | 02:40  |
| 4.  | Montenegro | 3   | 1 | 0 | 2 | 063:700 | −7    | 02:40  |

| 5. Dezember 2016 18:30 Uhr | Ungarn                | 22:27        | Tschechien                   | Malmö Isstadion, Malmö Zuschauer: 753 Schiedsrichter: Kijauskaite, Žaliene |
| 5. Dezember 2016 18:30 Uhr | meiste Tore: Kovács 7 | (10:13)      | meiste Tore: Hrbková, Malá 5 | Malmö Isstadion, Malmö Zuschauer: 753 Schiedsrichter: Kijauskaite, Žaliene |
| 5. Dezember 2016 18:30 Uhr | Strafen: 2× 5×        | Spielbericht | Strafen: 3×                  | Malmö Isstadion, Malmö Zuschauer: 753 Schiedsrichter: Kijauskaite, Žaliene |

| 5. Dezember 2016 20:45 Uhr | Montenegro              | 21:22        | Dänemark                 | Malmö Isstadion, Malmö Zuschauer: 1.674 Schiedsrichter: Brunovský, Čanda |
| 5. Dezember 2016 20:45 Uhr | meiste Tore: Raičević 7 | (11:14)      | meiste Tore: Jørgensen 9 | Malmö Isstadion, Malmö Zuschauer: 1.674 Schiedsrichter: Brunovský, Čanda |
| 5. Dezember 2016 20:45 Uhr | Strafen: 2× 3×          | Spielbericht | Strafen: 3× 2×           | Malmö Isstadion, Malmö Zuschauer: 1.674 Schiedsrichter: Brunovský, Čanda |

| 7. Dezember 2016 18:30 Uhr | Tschechien             | 27:28        | Montenegro                          | Malmö Isstadion, Malmö Zuschauer: 654 Schiedsrichter: Kurtagic, Wetterwik |
| 7. Dezember 2016 18:30 Uhr | meiste Tore: Hrbková 6 | (12:13)      | meiste Tore: Jauković, Mehmedović 7 | Malmö Isstadion, Malmö Zuschauer: 654 Schiedsrichter: Kurtagic, Wetterwik |
| 7. Dezember 2016 18:30 Uhr | Strafen: 3×            | Spielbericht | Strafen: 3× 7×                      | Malmö Isstadion, Malmö Zuschauer: 654 Schiedsrichter: Kurtagic, Wetterwik |

| 7. Dezember 2016 20:45 Uhr | Dänemark                 | 23:19        | Ungarn                 | Malmö Isstadion, Malmö Zuschauer: 1.946 Schiedsrichter: Brehmer, Skowronek |
| 7. Dezember 2016 20:45 Uhr | meiste Tore: Jørgensen 5 | (12:10)      | meiste Tore: Görbicz 6 | Malmö Isstadion, Malmö Zuschauer: 1.946 Schiedsrichter: Brehmer, Skowronek |
| 7. Dezember 2016 20:45 Uhr | Strafen: 3× 5×           | Spielbericht | Strafen: 4× 3× 1×      | Malmö Isstadion, Malmö Zuschauer: 1.946 Schiedsrichter: Brehmer, Skowronek |

| 9. Dezember 2016 18:30 Uhr | Montenegro                  | 14:21        | Ungarn                 | Malmö Isstadion, Malmö Zuschauer: 1.279 Schiedsrichter: Marín, García |
| 9. Dezember 2016 18:30 Uhr | meiste Tore: Vier Spieler 2 | (6:11)       | meiste Tore: Görbicz 6 | Malmö Isstadion, Malmö Zuschauer: 1.279 Schiedsrichter: Marín, García |
| 9. Dezember 2016 18:30 Uhr | Strafen: 3× 2×              | Spielbericht | Strafen: 3× 2×         | Malmö Isstadion, Malmö Zuschauer: 1.279 Schiedsrichter: Marín, García |

| 9. Dezember 2016 20:45 Uhr | Dänemark                 | 33:29        | Tschechien             | Malmö Isstadion, Malmö Zuschauer: 3.124 Schiedsrichter: Antic, Jakovljevic |
| 9. Dezember 2016 20:45 Uhr | meiste Tore: Jørgensen 9 | (13:17)      | meiste Tore: Růčková 7 | Malmö Isstadion, Malmö Zuschauer: 3.124 Schiedsrichter: Antic, Jakovljevic |
| 9. Dezember 2016 20:45 Uhr | Strafen: 3× 7×           | Spielbericht | Strafen: 4× 5×         | Malmö Isstadion, Malmö Zuschauer: 3.124 Schiedsrichter: Antic, Jakovljevic |

### Gruppe D
| Pl. | Land     | Sp. | S | U | N | Tore    | Diff. | Punkte |
| --- | -------- | --- | - | - | - | ------- | ----- | ------ |
| 1.  | Norwegen | 3   | 3 | 0 | 0 | 080:580 | +22   | 06:00  |
| 2.  | Rumänien | 3   | 2 | 0 | 1 | 074:660 | +8    | 04:20  |
| 3.  | Russland | 3   | 1 | 0 | 2 | 070:710 | −1    | 02:40  |
| 4.  | Kroatien | 3   | 0 | 0 | 3 | 068:970 | −29   | 00:60  |

| 5. Dezember 2016 18:30 Uhr | Russland                                   | 32:26        | Kroatien               | Helsingborg Arena, Helsingborg Zuschauer: 2.571 Schiedsrichter: Marín, García |
| 5. Dezember 2016 18:30 Uhr | meiste Tore: Bobrownikowa, Schilinskaite 6 | (16:13)      | meiste Tore: Penezić 8 | Helsingborg Arena, Helsingborg Zuschauer: 2.571 Schiedsrichter: Marín, García |
| 5. Dezember 2016 18:30 Uhr | Strafen: 2× 6×                             | Spielbericht | Strafen: 4× 9×         | Helsingborg Arena, Helsingborg Zuschauer: 2.571 Schiedsrichter: Marín, García |

| 5. Dezember 2016 20:45 Uhr | Norwegen            | 23:21        | Rumänien             | Helsingborg Arena, Helsingborg Zuschauer: 1.278 Schiedsrichter: Brehmer, Skowronek |
| 5. Dezember 2016 20:45 Uhr | meiste Tore: Mørk 7 | (13:11)      | meiste Tore: Neagu 6 | Helsingborg Arena, Helsingborg Zuschauer: 1.278 Schiedsrichter: Brehmer, Skowronek |
| 5. Dezember 2016 20:45 Uhr | Strafen: 3× 6×      | Spielbericht | Strafen: 3× 4×       | Helsingborg Arena, Helsingborg Zuschauer: 1.278 Schiedsrichter: Brehmer, Skowronek |

| 7. Dezember 2016 18:30 Uhr | Rumänien                       | 22:17        | Russland                | Helsingborg Arena, Helsingborg Zuschauer: 1.279 Schiedsrichter: Antić, Jakovljević |
| 7. Dezember 2016 18:30 Uhr | meiste Tore: Buceschi, Neagu 7 | (11:9)       | meiste Tore: Postnowa 4 | Helsingborg Arena, Helsingborg Zuschauer: 1.279 Schiedsrichter: Antić, Jakovljević |
| 7. Dezember 2016 18:30 Uhr | Strafen: 3× 4×                 | Spielbericht | Strafen: 2×             | Helsingborg Arena, Helsingborg Zuschauer: 1.279 Schiedsrichter: Antić, Jakovljević |

| 7. Dezember 2016 20:45 Uhr | Kroatien               | 16:34        | Norwegen                | Helsingborg Arena, Helsingborg Zuschauer: 1.375 Schiedsrichter: Kijauskaite, Žaliene |
| 7. Dezember 2016 20:45 Uhr | meiste Tore: Penezić 4 | (9:15)       | meiste Tore: Frafjord 6 | Helsingborg Arena, Helsingborg Zuschauer: 1.375 Schiedsrichter: Kijauskaite, Žaliene |
| 7. Dezember 2016 20:45 Uhr | Strafen: 2× 6× 1×      | Spielbericht | Strafen: 3× 5×          | Helsingborg Arena, Helsingborg Zuschauer: 1.375 Schiedsrichter: Kijauskaite, Žaliene |

| 9. Dezember 2016 18:30 Uhr | Rumänien              | 31:26        | Kroatien               | Helsingborg Arena, Helsingborg Zuschauer: 2.435 Schiedsrichter: Kurtagic, Wetterwik |
| 9. Dezember 2016 18:30 Uhr | meiste Tore: Neagu 10 | (15:13)      | meiste Tore: Penezić 8 | Helsingborg Arena, Helsingborg Zuschauer: 2.435 Schiedsrichter: Kurtagic, Wetterwik |
| 9. Dezember 2016 18:30 Uhr | Strafen: 4× 7×        | Spielbericht | Strafen: 2× 5×         | Helsingborg Arena, Helsingborg Zuschauer: 2.435 Schiedsrichter: Kurtagic, Wetterwik |

| 9. Dezember 2016 20:45 Uhr | Norwegen            | 23:21        | Russland                                   | Helsingborg Arena, Helsingborg Zuschauer: 2.493 Schiedsrichter: Brunovský, Čanda |
| 9. Dezember 2016 20:45 Uhr | meiste Tore: Mørk 5 | (11:11)      | meiste Tore: Dmitrijewa, Sen, Wjachirewa 3 | Helsingborg Arena, Helsingborg Zuschauer: 2.493 Schiedsrichter: Brunovský, Čanda |
| 9. Dezember 2016 20:45 Uhr | Strafen: 2× 3×      | Spielbericht | Strafen: 2× 3×                             | Helsingborg Arena, Helsingborg Zuschauer: 2.493 Schiedsrichter: Brunovský, Čanda |

## Hauptrunde

### Gruppe I
| Pl. | Land        | Sp. | S | U | N | Tore      | Diff. | Punkte |
| --- | ----------- | --- | - | - | - | --------- | ----- | ------ |
| 1.  | Niederlande | 5   | 4 | 0 | 1 | 0142:1280 | +14   | 08:20  |
| 2.  | Frankreich  | 5   | 4 | 0 | 1 | 0111:1000 | +11   | 08:20  |
| 3.  | Deutschland | 5   | 3 | 1 | 1 | 0124:1100 | +14   | 07:30  |
| 4.  | Schweden    | 5   | 1 | 1 | 3 | 0126:1310 | −5    | 03:70  |
| 5.  | Serbien     | 5   | 1 | 1 | 3 | 0122:1420 | −20   | 03:70  |
| 6.  | Spanien     | 5   | 0 | 1 | 4 | 0108:1220 | −14   | 01:90  |

| 10. Dezember 2016 16:15 Uhr | Serbien                  | 19:26        | Deutschland                    | Scandinavium, Göteborg Zuschauer: 4.212 Schiedsrichter: Horváth, Márton |
| 10. Dezember 2016 16:15 Uhr | meiste Tore: Georgijev 7 | (10:14)      | meiste Tore: Hubinger, Huber 4 | Scandinavium, Göteborg Zuschauer: 4.212 Schiedsrichter: Horváth, Márton |
| 10. Dezember 2016 16:15 Uhr | Strafen: 3× 6×           | Spielbericht | Strafen: 2× 9×                 | Scandinavium, Göteborg Zuschauer: 4.212 Schiedsrichter: Horváth, Márton |

| 10. Dezember 2016 18:30 Uhr | Schweden               | 30:33        | Niederlande          | Scandinavium, Göteborg Zuschauer: 6.102 Schiedsrichter: Jurinović, Mrvica |
| 10. Dezember 2016 18:30 Uhr | meiste Tore: Gulldén 8 | (13:14)      | meiste Tore: Groot 7 | Scandinavium, Göteborg Zuschauer: 6.102 Schiedsrichter: Jurinović, Mrvica |
| 10. Dezember 2016 18:30 Uhr | Strafen: 2× 4×         | Spielbericht | Strafen: 2× 6× 1×    | Scandinavium, Göteborg Zuschauer: 6.102 Schiedsrichter: Jurinović, Mrvica |

Bei dieser Partie hat es eine Disqualifikation mit Bericht gegen eine niederländische Spielerin gegeben (Rote und Blaue Karte).
| 10. Dezember 2016 20:45 Uhr | Spanien             | 22:23        | Frankreich            | Scandinavium, Göteborg Zuschauer: 3.702 Schiedsrichter: Christiansen, Hansen |
| 10. Dezember 2016 20:45 Uhr | meiste Tore: Pena 5 | (14:10)      | meiste Tore: Pineau 9 | Scandinavium, Göteborg Zuschauer: 3.702 Schiedsrichter: Christiansen, Hansen |
| 10. Dezember 2016 20:45 Uhr | Strafen: 4× 6×      | Spielbericht | Strafen: 2×           | Scandinavium, Göteborg Zuschauer: 3.702 Schiedsrichter: Christiansen, Hansen |

| 12. Dezember 2016 16:15 Uhr | Spanien             | 20:20        | Deutschland             | Scandinavium, Göteborg Zuschauer: 1.697 Schiedsrichter: Arntsen, Røen |
| 12. Dezember 2016 16:15 Uhr | meiste Tore: Pena 7 | (12:9)       | meiste Tore: Hubinger 5 | Scandinavium, Göteborg Zuschauer: 1.697 Schiedsrichter: Arntsen, Røen |
| 12. Dezember 2016 16:15 Uhr | Strafen: 3× 2×      | Spielbericht | Strafen: 4× 3×          | Scandinavium, Göteborg Zuschauer: 1.697 Schiedsrichter: Arntsen, Røen |

| 12. Dezember 2016 18:30 Uhr | Serbien                    | 27:35        | Niederlande                   | Scandinavium, Göteborg Zuschauer: 3.663 Schiedsrichter: Florescu, Stoia |
| 12. Dezember 2016 18:30 Uhr | meiste Tore: Stoiljković 8 | (12:17)      | meiste Tore: Abbingh, Broch 6 | Scandinavium, Göteborg Zuschauer: 3.663 Schiedsrichter: Florescu, Stoia |
| 12. Dezember 2016 18:30 Uhr | Strafen: 3× 2×             | Spielbericht | Strafen: 2× 4×                | Scandinavium, Göteborg Zuschauer: 3.663 Schiedsrichter: Florescu, Stoia |

| 12. Dezember 2016 20:45 Uhr | Schweden               | 19:21        | Frankreich               | Scandinavium, Göteborg Zuschauer: 5.279 Schiedsrichter: Alpaidse, Berjoskina |
| 12. Dezember 2016 20:45 Uhr | meiste Tore: Roberts 5 | (10:12)      | meiste Tore: Nze Minko 6 | Scandinavium, Göteborg Zuschauer: 5.279 Schiedsrichter: Alpaidse, Berjoskina |
| 12. Dezember 2016 20:45 Uhr | Strafen: 3× 2×         | Spielbericht | Strafen: 2× 4× 1×        | Scandinavium, Göteborg Zuschauer: 5.279 Schiedsrichter: Alpaidse, Berjoskina |

| 14. Dezember 2016 16:15 Uhr | Spanien               | 24:29        | Niederlande            | Scandinavium, Göteborg Zuschauer: 1.896 Schiedsrichter: Horváth, Márton |
| 14. Dezember 2016 16:15 Uhr | meiste Tore: Martín 6 | (13:15)      | meiste Tore: Polman 10 | Scandinavium, Göteborg Zuschauer: 1.896 Schiedsrichter: Horváth, Márton |
| 14. Dezember 2016 16:15 Uhr | Strafen: 3× 4×        | Spielbericht | Strafen: 2× 4×         | Scandinavium, Göteborg Zuschauer: 1.896 Schiedsrichter: Horváth, Márton |

| 14. Dezember 2016 18:30 Uhr | Schweden                   | 22:28        | Deutschland         | Scandinavium, Göteborg Zuschauer: 5.031 Schiedsrichter: Brunovský, Čanda |
| 14. Dezember 2016 18:30 Uhr | meiste Tore: Hagman, Alm 4 | (9:12)       | meiste Tore: Bölk 5 | Scandinavium, Göteborg Zuschauer: 5.031 Schiedsrichter: Brunovský, Čanda |
| 14. Dezember 2016 18:30 Uhr | Strafen: 1× 3×             | Spielbericht | Strafen: 2×         | Scandinavium, Göteborg Zuschauer: 5.031 Schiedsrichter: Brunovský, Čanda |

| 14. Dezember 2016 20:45 Uhr | Serbien                    | 21:28        | Frankreich                               | Scandinavium, Göteborg Zuschauer: 2.243 Schiedsrichter: Christiansen, Hansen |
| 14. Dezember 2016 20:45 Uhr | meiste Tore: Stoiljković 6 | (12:15)      | meiste Tore: Ayglon-Saurina, Nze Minko 6 | Scandinavium, Göteborg Zuschauer: 2.243 Schiedsrichter: Christiansen, Hansen |
| 14. Dezember 2016 20:45 Uhr | Strafen: 3×                | Spielbericht | Strafen: 2× 3×                           | Scandinavium, Göteborg Zuschauer: 2.243 Schiedsrichter: Christiansen, Hansen |

### Gruppe II
| Pl. | Land       | Sp. | S | U | N | Tore      | Diff. | Punkte |
| --- | ---------- | --- | - | - | - | --------- | ----- | ------ |
| 1.  | Norwegen   | 5   | 5 | 0 | 0 | 0127:1090 | +18   | 010:00 |
| 2.  | Dänemark   | 5   | 3 | 1 | 1 | 0123:1130 | +10   | 07:30  |
| 3.  | Rumänien   | 5   | 3 | 0 | 2 | 0119:1100 | +9    | 06:40  |
| 4.  | Russland   | 5   | 1 | 2 | 2 | 0116:1210 | −5    | 04:60  |
| 5.  | Tschechien | 5   | 1 | 0 | 4 | 0132:1460 | −14   | 02:80  |
| 6.  | Ungarn     | 5   | 0 | 1 | 4 | 0111:1290 | −18   | 01:90  |

| 11. Dezember 2016 16:15 Uhr | Tschechien             | 24:26        | Russland           | Helsingborg Arena, Helsingborg Zuschauer: 1.021 Schiedsrichter: Brehmer, Skowronek |
| 11. Dezember 2016 16:15 Uhr | meiste Tore: Růčková 5 | (12:14)      | meiste Tore: Sen 4 | Helsingborg Arena, Helsingborg Zuschauer: 1.021 Schiedsrichter: Brehmer, Skowronek |
| 11. Dezember 2016 16:15 Uhr | Strafen: 2×            | Spielbericht | Strafen: 3× 1×     | Helsingborg Arena, Helsingborg Zuschauer: 1.021 Schiedsrichter: Brehmer, Skowronek |

| 11. Dezember 2016 18:30 Uhr | Ungarn                      | 21:29        | Rumänien              | Helsingborg Arena, Helsingborg Zuschauer: 2.236 Schiedsrichter: Brunovský, Čanda |
| 11. Dezember 2016 18:30 Uhr | meiste Tore: Vier Spieler 3 | (9:15)       | meiste Tore: Neagu 10 | Helsingborg Arena, Helsingborg Zuschauer: 2.236 Schiedsrichter: Brunovský, Čanda |
| 11. Dezember 2016 18:30 Uhr | Strafen: 3×                 | Spielbericht | Strafen: 3×           | Helsingborg Arena, Helsingborg Zuschauer: 2.236 Schiedsrichter: Brunovský, Čanda |

| 11. Dezember 2016 20:45 Uhr | Dänemark                                | 20:22        | Norwegen            | Helsingborg Arena, Helsingborg Zuschauer: 2.553 Schiedsrichter: Marín, García |
| 11. Dezember 2016 20:45 Uhr | meiste Tore: Fisker, Tranborg, Jensen 4 | (9:14)       | meiste Tore: Mørk 5 | Helsingborg Arena, Helsingborg Zuschauer: 2.553 Schiedsrichter: Marín, García |
| 11. Dezember 2016 20:45 Uhr | Strafen: 2× 3×                          | Spielbericht | Strafen: 2× 3×      | Helsingborg Arena, Helsingborg Zuschauer: 2.553 Schiedsrichter: Marín, García |

| 13. Dezember 2016 16:15 Uhr | Tschechien              | 28:30        | Rumänien              | Helsingborg Arena, Helsingborg Zuschauer: 773 Schiedsrichter: Kijauskaite, Žaliene |
| 13. Dezember 2016 16:15 Uhr | meiste Tore: Luzumová 7 | (14:17)      | meiste Tore: Neagu 10 | Helsingborg Arena, Helsingborg Zuschauer: 773 Schiedsrichter: Kijauskaite, Žaliene |
| 13. Dezember 2016 16:15 Uhr | Strafen: 4× 5×          | Spielbericht | Strafen: 3× 4×        | Helsingborg Arena, Helsingborg Zuschauer: 773 Schiedsrichter: Kijauskaite, Žaliene |

| 13. Dezember 2016 18:30 Uhr | Ungarn                         | 23:24        | Norwegen            | Helsingborg Arena, Helsingborg Zuschauer: 1.402 Schiedsrichter: Jurinović, Mrvica |
| 13. Dezember 2016 18:30 Uhr | meiste Tore: Görbicz, Kovács 5 | (9:11)       | meiste Tore: Mørk 6 | Helsingborg Arena, Helsingborg Zuschauer: 1.402 Schiedsrichter: Jurinović, Mrvica |
| 13. Dezember 2016 18:30 Uhr | Strafen: 2× 3×                 | Spielbericht | Strafen: 3×         | Helsingborg Arena, Helsingborg Zuschauer: 1.402 Schiedsrichter: Jurinović, Mrvica |

| 13. Dezember 2016 20:45 Uhr | Dänemark                 | 26:26        | Russland                | Helsingborg Arena, Helsingborg Zuschauer: 1.672 Schiedsrichter: Antić, Jakovljević |
| 13. Dezember 2016 20:45 Uhr | meiste Tore: Jørgensen 7 | (13:11)      | meiste Tore: Sudakowa 6 | Helsingborg Arena, Helsingborg Zuschauer: 1.672 Schiedsrichter: Antić, Jakovljević |
| 13. Dezember 2016 20:45 Uhr | Strafen: 3× 4×           | Spielbericht | Strafen: 4×             | Helsingborg Arena, Helsingborg Zuschauer: 1.672 Schiedsrichter: Antić, Jakovljević |

| 14. Dezember 2016 16:15 Uhr | Ungarn                | 26:26        | Russland                  | Helsingborg Arena, Helsingborg Zuschauer: 732 Schiedsrichter: Kurtagic, Wetterwik |
| 14. Dezember 2016 16:15 Uhr | meiste Tore: Kovács 6 | (14:13)      | meiste Tore: Dmitrijewa 7 | Helsingborg Arena, Helsingborg Zuschauer: 732 Schiedsrichter: Kurtagic, Wetterwik |
| 14. Dezember 2016 16:15 Uhr | Strafen: 3× 4×        | Spielbericht | Strafen: 2× 5× 1×         | Helsingborg Arena, Helsingborg Zuschauer: 732 Schiedsrichter: Kurtagic, Wetterwik |

Bei dieser Partie hat es eine Disqualifikation mit Bericht gegen eine russische Spielerin gegeben (Rote und Blaue Karte).
| 14. Dezember 2016 18:30 Uhr | Dänemark              | 21:17        | Rumänien                | Helsingborg Arena, Helsingborg Zuschauer: 1.582 Schiedsrichter: Marín, García |
| 14. Dezember 2016 18:30 Uhr | meiste Tore: Hansen 9 | (12:10)      | meiste Tore: Buceschi 4 | Helsingborg Arena, Helsingborg Zuschauer: 1.582 Schiedsrichter: Marín, García |
| 14. Dezember 2016 18:30 Uhr | Strafen: 3× 7× 1×     | Spielbericht | Strafen: 3×             | Helsingborg Arena, Helsingborg Zuschauer: 1.582 Schiedsrichter: Marín, García |

| 14. Dezember 2016 20:45 Uhr | Tschechien             | 24:35        | Norwegen            | Helsingborg Arena, Helsingborg Zuschauer: 853 Schiedsrichter: Brehmer, Skowronek |
| 14. Dezember 2016 20:45 Uhr | meiste Tore: Hrbková 7 | (17:18)      | meiste Tore: Mørk 6 | Helsingborg Arena, Helsingborg Zuschauer: 853 Schiedsrichter: Brehmer, Skowronek |
| 14. Dezember 2016 20:45 Uhr | Strafen: 2× 1×         | Spielbericht | Strafen: 3× 1×      | Helsingborg Arena, Helsingborg Zuschauer: 853 Schiedsrichter: Brehmer, Skowronek |

## Finalrunde

### Spiel um Platz 5
| 16. Dezember 2016 15:45 Uhr | Deutschland          | 22:23        | Rumänien              | Scandinavium, Göteborg Zuschauer: 2.210 Schiedsrichter: Arntsen, Røen |
| 16. Dezember 2016 15:45 Uhr | meiste Tore: Huber 5 | (11:11)      | meiste Tore: Zamfir 6 | Scandinavium, Göteborg Zuschauer: 2.210 Schiedsrichter: Arntsen, Røen |
| 16. Dezember 2016 15:45 Uhr | Strafen: 4× 2×       | Spielbericht | Strafen: 3× 2×        | Scandinavium, Göteborg Zuschauer: 2.210 Schiedsrichter: Arntsen, Røen |

### Halbfinale
| 16. Dezember 2016 18:15 Uhr | Niederlande          | 26:22        | Dänemark                 | Scandinavium, Göteborg Zuschauer: 9.853 Schiedsrichter: Brunovský, Čanda |
| 16. Dezember 2016 18:15 Uhr | meiste Tore: Groot 6 | (13:13)      | meiste Tore: Jørgensen 6 | Scandinavium, Göteborg Zuschauer: 9.853 Schiedsrichter: Brunovský, Čanda |
| 16. Dezember 2016 18:15 Uhr | Strafen: 2×          | Spielbericht | Strafen: 3×              | Scandinavium, Göteborg Zuschauer: 9.853 Schiedsrichter: Brunovský, Čanda |

| 16. Dezember 2016 20:45 Uhr | Frankreich               | 16:20        | Norwegen            | Scandinavium, Göteborg Zuschauer: 9.908 Schiedsrichter: Jurinović, Mrvica |
| 16. Dezember 2016 20:45 Uhr | meiste Tore: Lacrabère 6 | (9:11)       | meiste Tore: Mørk 7 | Scandinavium, Göteborg Zuschauer: 9.908 Schiedsrichter: Jurinović, Mrvica |
| 16. Dezember 2016 20:45 Uhr | Strafen: 2× 1×           | Spielbericht | Strafen: 3× 4×      | Scandinavium, Göteborg Zuschauer: 9.908 Schiedsrichter: Jurinović, Mrvica |

### Spiel um Platz 3
| 18. Dezember 2016 15:30 Uhr | Dänemark                 | 22:25        | Frankreich             | Scandinavium, Göteborg Zuschauer: 8.391 Schiedsrichter: Florescu, Stoia |
| 18. Dezember 2016 15:30 Uhr | meiste Tore: Jørgensen 6 | (9:14)       | meiste Tore: Nze Minko | Scandinavium, Göteborg Zuschauer: 8.391 Schiedsrichter: Florescu, Stoia |
| 18. Dezember 2016 15:30 Uhr | Strafen: 2× 4× 1×        | Spielbericht | Strafen: 2× 3×         | Scandinavium, Göteborg Zuschauer: 8.391 Schiedsrichter: Florescu, Stoia |

Bei dieser Partie hat es eine Disqualifikation mit Bericht gegen eine dänische Spielerin gegeben (Rote und Blaue Karte).

### Finale
| 18. Dezember 2016 18:00 Uhr | Niederlande            | 29:30        | Norwegen             | Scandinavium, Göteborg Zuschauer: 11.037 Schiedsrichter: Alpaidse, Berjoskina |
| 18. Dezember 2016 18:00 Uhr | meiste Tore: Snelder 6 | (15:15)      | meiste Tore: Mørk 12 | Scandinavium, Göteborg Zuschauer: 11.037 Schiedsrichter: Alpaidse, Berjoskina |
| 18. Dezember 2016 18:00 Uhr | Strafen: 3× 2×         | Spielbericht | Strafen: 2×          | Scandinavium, Göteborg Zuschauer: 11.037 Schiedsrichter: Alpaidse, Berjoskina |

## Abschlussplatzierungen
| Rang   | Team        | Sp. | S | U | N | Tore    | Diff. |
| ------ | ----------- | --- | - | - | - | ------- | ----- |
| Gold   | Norwegen    | 8   | 8 | 0 | 0 | 211:170 | +41   |
| Silber | Niederlande | 8   | 6 | 0 | 2 | 227:201 | +26   |
| Bronze | Frankreich  | 8   | 6 | 0 | 2 | 183:164 | +19   |
| 04.    | Dänemark    | 8   | 4 | 1 | 3 | 189:185 | +4    |
| 05.    | Rumänien    | 7   | 5 | 0 | 2 | 173:158 | +15   |
| 06.    | Deutschland | 7   | 4 | 1 | 2 | 169:155 | +14   |
| 07.    | Russland    | 6   | 2 | 2 | 2 | 148:147 | +1    |
| 08.    | Schweden    | 6   | 1 | 1 | 4 | 149:156 | −7    |
| 09.    | Serbien     | 6   | 2 | 1 | 3 | 158:176 | −18   |
| 10.    | Tschechien  | 6   | 1 | 0 | 5 | 159:174 | −15   |
| 11.    | Spanien     | 6   | 1 | 1 | 4 | 138:140 | −2    |
| 12.    | Ungarn      | 6   | 1 | 1 | 4 | 132:143 | −11   |
| 13.    | Montenegro  | 3   | 1 | 0 | 2 | 63:70   | −7    |
| 14.    | Slowenien   | 3   | 1 | 0 | 2 | 77:89   | −12   |
| 15.    | Polen       | 3   | 0 | 0 | 3 | 65:84   | −19   |
| 16.    | Kroatien    | 3   | 0 | 0 | 3 | 68:97   | −29   |

- Die ersten drei Plätze berechtigen zur Teilnahme an der Handball-Weltmeisterschaft der Frauen 2017. Da Europameister Norwegen als amtierender Weltmeister bereits qualifiziert ist, qualifiziert sich der Viertplatzierte Dänemark ebenfalls für die Weltmeisterschaft 2017.
- Die Platzierungen der Plätze 13 bis 16 ergeben sich nach folgenden Kriterien:
  - Punkte in den Vorrundenspielen
  - Tordifferenz in den Vorrundenspielen
  - Anzahl der erzielten Tore in den Vorrundenspielen

## Allstar-Team
| Position               | Name            | Land        |
| ---------------------- | --------------- | ----------- |
| Tor:                   | Sandra Toft     | Dänemark    |
| Linksaußen:            | Camilla Herrem  | Norwegen    |
| Rückraum links:        | Cristina Neagu  | Rumänien    |
| Rückraum Mitte:        | Nycke Groot     | Niederlande |
| Rückraum rechts:       | Nora Mørk       | Norwegen    |
| Rechtsaußen:           | Carmen Martín   | Spanien     |
| Kreis:                 | Yvette Broch    | Niederlande |
| Wertvollste Spielerin: | Nycke Groot     | Niederlande |
| Beste Abwehrspielerin: | Béatrice Edwige | Frankreich  |

## Aufgebote
| Norwegen | Niederlande | Frankreich |
| Kari Aalvik Grimsbø Silje Solberg Marit Malm Frafjord Vilde Ingstad Nora Mørk Amanda Kurtović Stine Skogrand Silje Waade Kjerstin Boge Solås Marta Tomac Emilie Hegh Arntzen Stine Bredal Oftedal Veronica Kristiansen Camilla Herrem Sanna Solberg Malin Aune | Jasmina Janković Tess Wester Laura van der Heijden Jessy Kramer Nycke Groot Estavana Polman Yvette Broch Danick Snelder Michelle Goos Angela Malestein Kelly Dulfer Sanne van Olphen Lois Abbingh Lynn Knippenborg Maura Visser Debbie Bont | Laura Glauser Amandine Leynaud Amanda Kolczynski Camille Ayglon-Saurina Allison Pineau Laurisa Landre Grâce Zaadi Manon Houette Siraba Dembélé Laura Flippes Tamara Horacek Béatrice Edwige Estelle Nze Minko Marie-Paule Gnabouyou Gnonsiane Niombla Alexandra Lacrabère |
| Þórir Hergeirsson (Trainer) | Helle Thomsen (Trainerin) | Olivier Krumbholz (Trainer) |